# 貫名菘翁

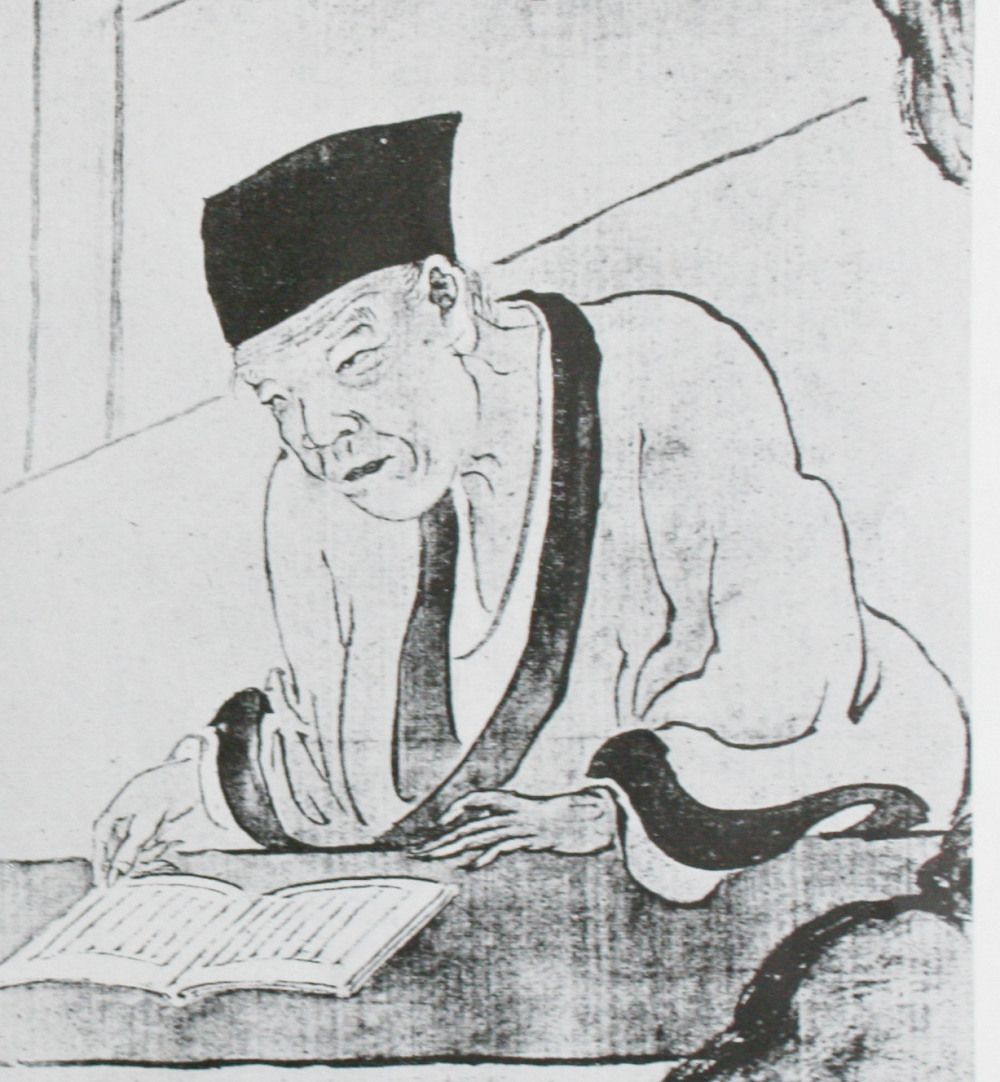
貫名海屋自賛肖像（部分） 谷口藹山筆

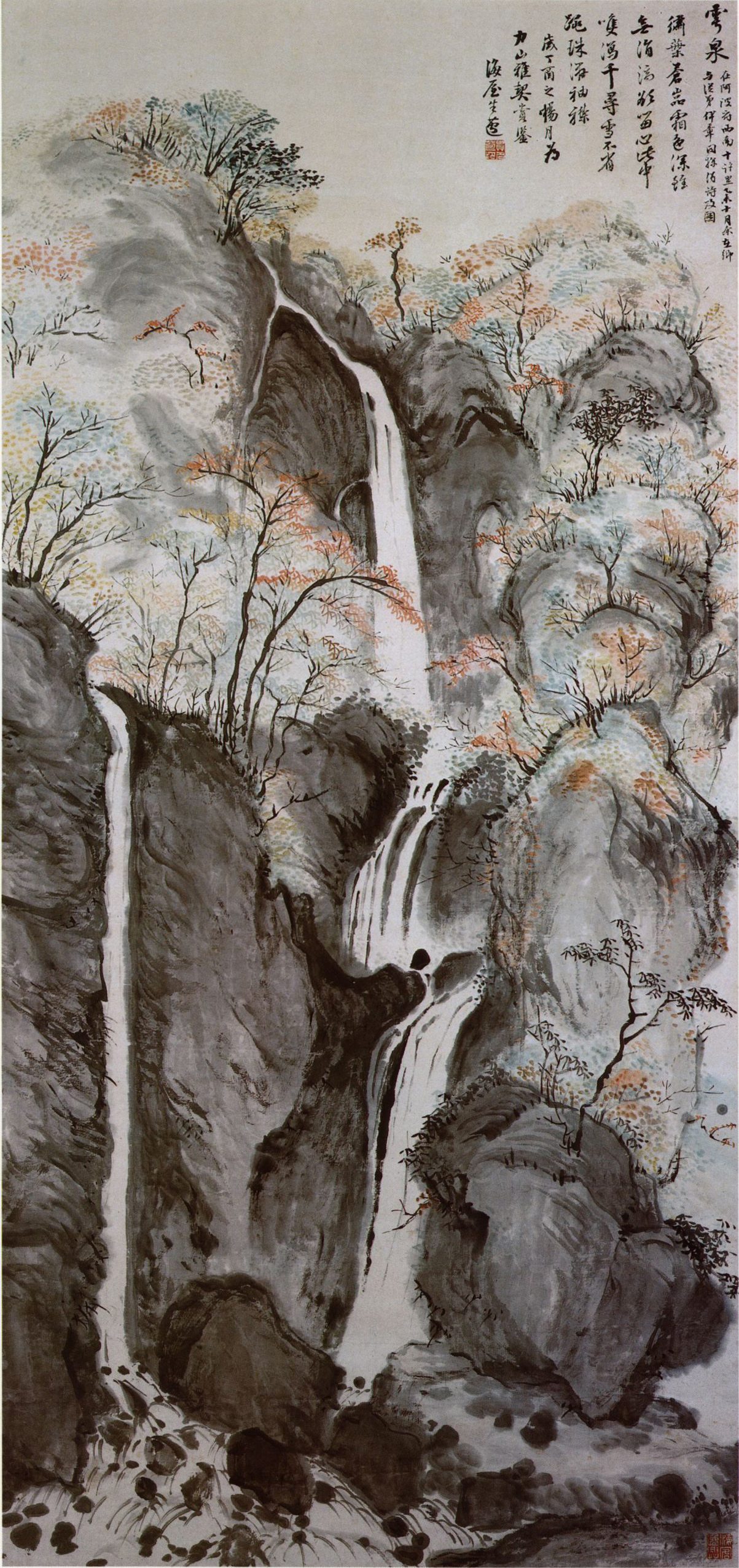
山水図（雲仙秋景図） 紙本淡彩

貫名 菘翁（ぬきな すうおう、安永7年3月（1778年） - 文久3年5月6日（1863年6月21日））は、江戸時代後期の儒学者・書家・文人画家。江戸後期の文人画家の巨匠で、とりわけ書は幕末の三筆として称揚される。
姓は吉井、後に家祖の旧姓貫名に復する。名は直知・直友・苞（しげる）。字は君茂（くんも）・子善。通称は政三郎、のちに省吾さらに泰次郎と改める。号は海仙・林屋・海客・海屋・海屋生・海叟・摘菘人・摘菘翁・菘翁・鴨干漁夫など多数。室号に勝春園・方竹園・須静堂・須静書堂・三緘堂。笑青園などと名のっている。海屋・菘翁が一般に知られている。

## 生涯
徳島藩士で小笠原流礼式家の吉井直好の二男として徳島城下御弓庁（現・弓町）に生まれる。母は藩の御用絵師矢野常博の娘である。 86歳で死去、京都東山高台寺に葬られる。

### 学問
幼少の頃は弓町の儒医を業とした木村蘭皐に、後に13～14歳の頃は阿波国那賀郡黒津地村の光明寺に寓居して高橋赤水に就いて儒学を学んだ。17歳の頃、母方の叔父・矢野霊瑞を頼って高野山に登り学問に励み、山内の図書を貪り読んだと伝えられる。その後22歳で、大坂の懐徳堂に入門し、中井竹山の下で経学や史学を学び、やがて塾頭となった。文化8年（1811年）頃、京都に移ると私塾・須静堂を開き朱子学を中心に教えた。
菘翁は晩年になるにつれて書家としての名声が高まったが、「自分は儒家を以って自ら居るので書や画を以って称せられることは好まない」（江湖会心録）と述べており、事実、儒者として生計を立てていた。馮李驊・陸浩が編纂した『左繍』、清の趙翼『二十二史箚記』などを翻刻している。晩年は聖護院付近に移り住み、名産の野菜・菘（スズナ、蕪の古名）に因んで菘翁と号した。最晩年になって下賀茂に隠居した。下賀茂神社に自らの蔵書を奉納したときの目録である「蓼倉文庫蔵書目録」には経学・史学を中心に3,386部（11,252巻）が記され、菘翁が学問を重視していた姿勢が窺われる。

### 詩

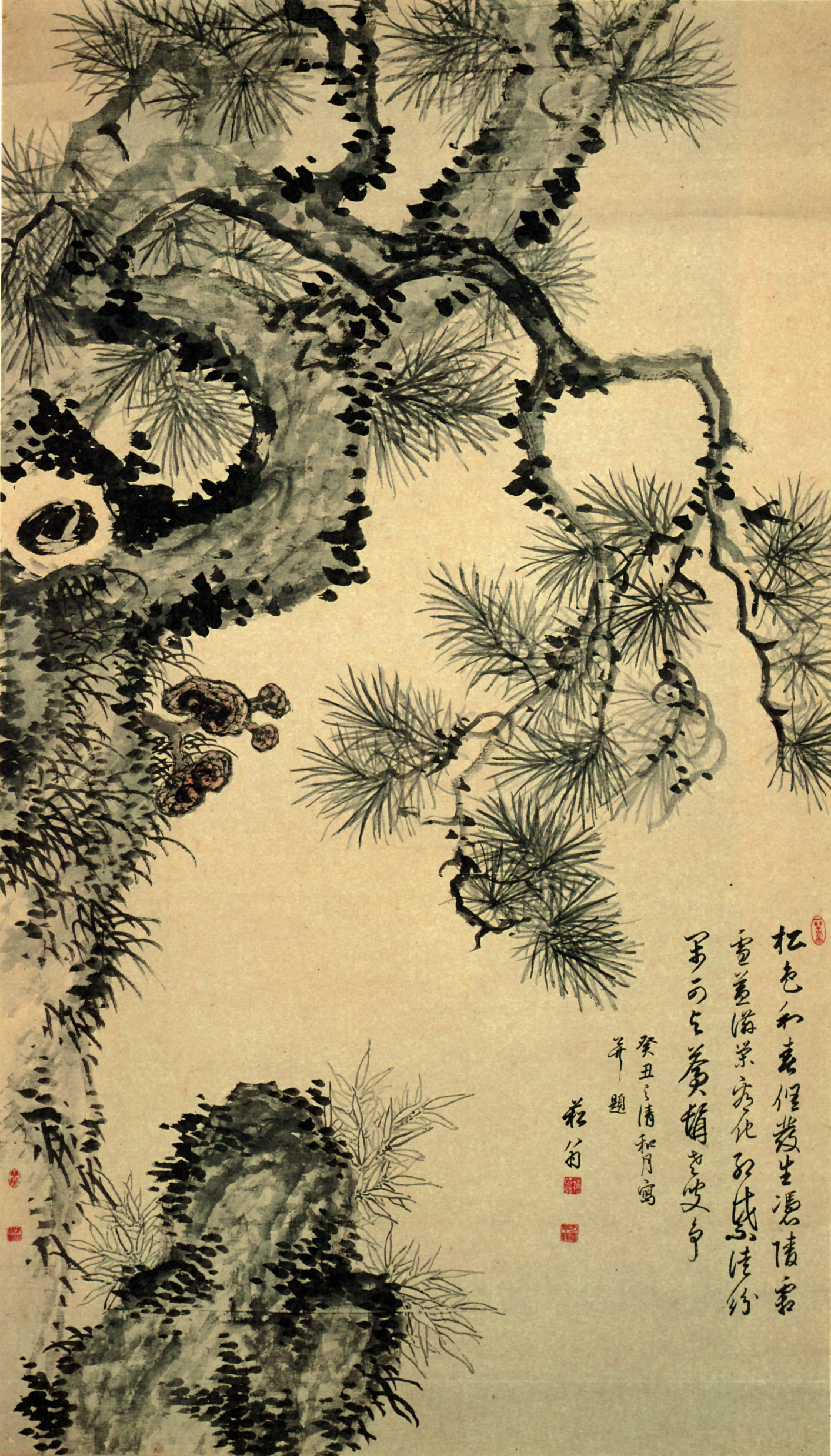
老松図 1841年 紙本墨画淡彩 滋賀県立琵琶湖文化館

菘翁は矢上快雨に詩文を学んでいる。45歳の頃に発刊されている文政5年版の「平安人物志」には「貫名　苞　字君茂号海屋　富小路四条北　貫名省吾」とあり、儒者・詩人として紹介されている。唐詩を好み、頼山陽と声律を論じたことは有名である。
詩人としての菘翁は、特に『須静堂詩集』が知られており、そのうち花弁を詠じた15首が最も佳とされる。また、加藤玉香編『文政十七家絶句』では菅茶山・市河寛斎・頼杏坪・柏木如亭・大窪詩仏らと供に詩34首が収録されている。さらに三上恒編『天保三十六家絶句』に24首、北尾墨香編『嘉永二十五家絶句』に54首が収められている。また、「増註聯珠詩格」や徐文弼の「詩法纂要」を校刊し門弟の参考書とした。

### 書
少年期、西宣行に米元章の書風を学んだ。高野山では空海の真蹟に強く啓発される。その後も空海の書を敬慕し続けており、58歳のとき四国に渡り萩原寺（現香川県観音寺市大野原町萩原）に滞在して秘蔵される伝空海「急就章」（重要文化財）を臨模している。後に墨拓としてこれを刊行しその跋を書いている。この跋には、空海の書は東寺にある有名な「風信帖」とこの「急就章」がもっともよいとし、その源流を奈良時代の魚養に求め、さらに魚養は唐写経に由来すると述べている。また、こうした空海への敬慕は、雅号に「海」の字を用いたことにもあらわれている。
当時の墨帖は粗末なものが多く、到底手習いの元とすることはできなかった。菘翁は二王（王羲之・王献之）の正しい伝統を確実に把握することに努めた。このため古典や真蹟を重んじ、それが適わなければ法帖や碑版を蒐集し臨模をして学びとった。唐代の鄭審則の書についても、わざわざ比叡山に登ってこれを臨模している。
書風は当時流行の明清風の唐様に対して唐晋風とされ、楷書は欧陽詢、虞世南、褚遂良、顔真卿に、行書は王羲之、褚遂良、草書は孫過庭に影響されたとされている。日下部鳴鶴は菘翁が晩年なるほど筆力が強くなっていると驚嘆している。書画で盛名をほしいままにしたが、特に書は市河米庵・巻菱湖と並んで幕末の三筆に数えられ「近世第一の能書家」と称えられた。
市河米庵や巻菱湖と比べると大型石碑の揮毫例は少なく、関西を中心に個人の墓石の文字など、30基ほどが確認されている。
最晩年 85歳の時に中風で倒れ、会話執筆ともに困難になるが挫けず、筆を握り続け書画の制作に打ち込む。このときの作品を「中風様」と呼び、傑作とされる。

### 画
画は母方の祖父・矢野典博に狩野派の画法を学んだが、菘翁の母にも絵筆に心得があり、菘翁は絵を描くたびに母に示して母はこれを喜んだという。のちに徳島城下二軒屋町の観潮院において明の銭穀の「真景山水図十五幅」を観て以来、文人画に傾倒する。長じた後に大坂では鼎春岳、濱田杏堂、京都では浦上春琴、中林竹洞、山本梅逸、青木木米ら、当時一流の文人画家と親しく交流するうちに文人画の技法を修得したものと推察される。また、頼山陽、梁川星巌、猪飼敬所、摩島松南ら多くの儒者・文人とも親交を深めている。こうした書画家や儒者・文人たちとの交流によって、書画は表面に芸術的成果として現れ、儒学は内面に精神的基盤として蓄えられることで、菘翁をして大家の地位に到達せしめたものと考えられる。
一方で菘翁は、中国の明清画を学習しており、明清画を臨模した作品も多数残されている。これは、文人画誕生に大きな影響を与えた中国明代末の画法書『八種画譜』などに学んだと推測される。さらにそれだけではなく、菘翁はさまざまな明清の画家の作品にも倣っている。とりわけ董其昌の作品に深く学んでいる。また、米法山水図や江稼圃の画法も自らのものとしている。
還暦を目前に長崎では祖門鉄翁から南画の画法を受けた。鉄翁によれば、菘翁は広く各家の画論や画譜を閲覧していたが自分（鉄翁）の門下となり江稼圃などを学び画道をすぐに会得した、逆に自分は菘翁から書法の道理だけでなく画理をも学ぶところがあったとし、「故に翁は我が門に入ると雖も、我れ之を師友と称す」と述べている。また、けっして俗気を帯びること無く、深く雅致を損なうことを恐れて、下賀茂に転居して隠遁の志を全うしようとした、と評している。
田能村竹田はその著『竹田荘師友画録』において「菘翁の『送行図鑑』を見た。京から伏見に至る路上の真景を描いたもので、木立や水面、村家や畑、舟車や橋、そこを往来する人びと、酒旗の影、馬影が見え隠れするなど景観の幽趣が余すところ無く描かれ、濃淡のある筆致は清趣にして秀潤である。このような絵は読書をよくし、しかも画をよくする者でないと描けない。近年の真景山水では一は野呂介石の熊野瀞八丁、一は頼山陽の耶馬渓、一は本図で自分の及ぶところでは無い」と賞讃している。
菘翁の画の全体的な特徴は保守的とも評されてきたが、南宗画の基本である柔らかい描線、墨の穏やかな感じ、そして安定感のある構図、さらには温和で気持ちを穏やかにする清雅な作品が多いことなどが特筆される。画題としては、余白を巧みに使って雲や水を表現した精緻な山水画が多く、その他にも竹・梅・蘭・菊などの四君子を題材として好み、それらを清新に画いている。さらに松や鶴も見られる。門弟には多くの優れた文人画家が育った。　
また、菘翁は画論にも長けており56歳の頃、伊勢の浜地庸山の著した中国画論『山水高趣』に題言を寄せ、浦上春琴の『論画詩』『続論画詩』にも評を加えている。

### 碑文作品
京都石峰寺の伊藤若冲碑書は、菘翁の傑作として評価が高い。天保4年銘のある「若冲居士之碑」は、画家・伊藤若冲の墓の傍らに建てられた筆の形をした石柱で、そこに刻まれた墓誌を菘翁が手がけている。これは、文政13年7月2日の京都の地震により破損したものを、天保4年にその孫が修理して復旧し、菘翁がその由来を墓表に記したものである。また、天保10年8月には、絵師・紀広成の墓誌を撰文し、書している。

### 旅
旅を好み、長崎には三度赴いた。また飛騨高山の川上淇堂を訪ね、61歳の時から3年間も滞在した。

## 門人

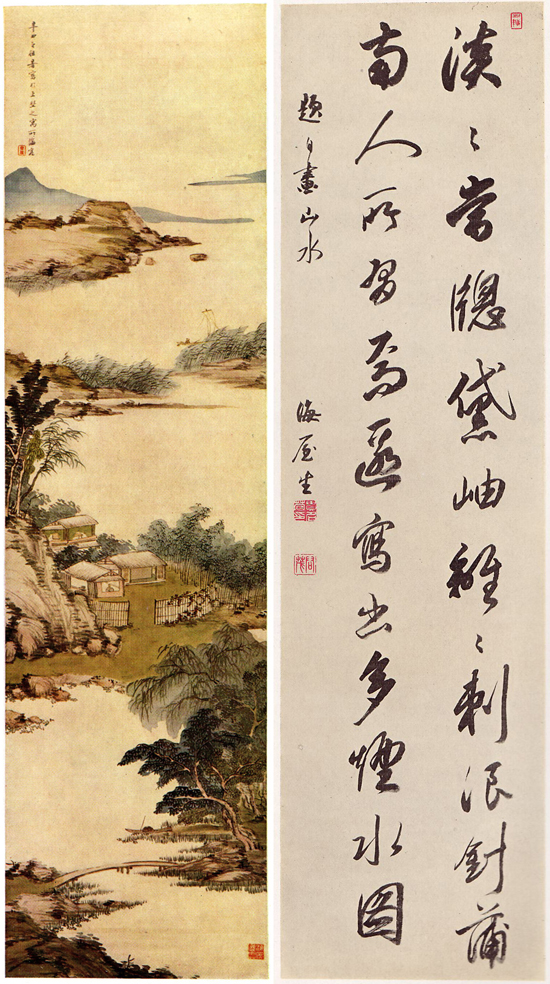
菘翁筆 山水詩画双幅 天保12年（64歳）

- 貫名海雲 娘婿
- 浅井柳塘
- 池内陶所
- 吉田公均
- 村田香谷
- 日根対山
- 谷口藹山
- 上竹潭
- 畑柳平
- 越智仙心

- 内村鱸香
- 山田石叟
- 円山大迂
- 小林卓斎
- 山本梅荘
- 松田雪柯
- 高見照陽
- 富田万厚
- 鈴木崇倹
- 忍頂寺梅谷

## 作品
- 「山觜図」1830年 堺市博物館
- 「万壑松濤図」1831年
- 「渓山芳信図」1832年 出光美術館 重要美術品
- 「山水図」1835年
- 「老松図」1841年 滋賀県立琵琶湖文化館
- 「秋景人家図」1847年 兵庫県立美術館西宮頴川分館
- 「渓山訪友図」1849年 田部美術館
- 「山水図」1850年
- 「秋景山水自画賛」1855年 兵庫県立美術館西宮頴川分館
- 「芦汀晴秋図」1866年
- 「湖山柳景図」 堺市博物館